# Батталья, Себастьян Алехандро
Себастья́н Алеха́ндро Батта́лья (исп. Sebastián Alejandro Battaglia; родился 8 ноября 1980 в Санта-Фе) — аргентинский футболист, победитель Кубка Либертадорес в составе «Боки Хуниорс» (2000, 2001, 2007). Игрок сборной Аргентины. Один из самых титулованных футболистов в современном футболе.

## Биография
Себастьян Алехандро Батталья родился в 1980 году в Санта-Фе, но начал заниматься футболом в академии столичного гранда «Боки Хуниорс». За основу он дебютировал 31 мая 1998 года, и с 1999 года стал играть важную роль в игровых порядках «Боки». Он был одним из тех людей, которые прошли с командой период роста конца 1990-х годов, когда «сине-золотые» только начинали выходить из многолетнего застоя, до громких побед в чемпионате Аргентины и на международной арене, вместе с такими звёздами мирового футбола, как Мартин Палермо, Хуан Роман Рикельме, Роберто Аббондансьери, Оскар Кордоба, Гильермо Баррос Скелотто и другими.
После побед в трёх чемпионатах Аргентины, трёх Кубках Либертадорес, двух Межконтинентальных кубках, посреди сезона 2003-2004 годов Батталья присоединился к испанской команде «Вильярреаль», в которой тогда был чёткий уклон на покупку бывших игроков «Боки» — помимо Палермо и Рикельме, там также выступали Диего Канья, Родольфо Арруабаррена, Фабрицио Колоччини. «Вильярреаль» выкупил 50% прав на Батталью за 2,8 миллиона евро. Но в Испании Батталья выступал лишь полтора сезона. Он не смог приспособиться к непривычному для себя европейскому футболу. Кроме того, его семья тяжело переживала переезд в чужую страну. После травмы, которая вывела Батталью из строя на полгода, Себастьян в июле 2005 года вернулся в родной клуб.
В «Боке» Батталья постепенно вернул утраченную форму и вскоре стал одним из самых опытных и уважаемых игроков основы, что привело к его избранию капитаном команды. Он вновь стал вызываться в сборную Аргентины, чего не было в испанский период карьеры.
По возвращении в Аргентину к Баталье вновь стали приходить самые разнообразные титулы: четвёртый Кубок Либертадорес, Южноамериканский кубок, три Рекопы, ещё три победы в чемпионате Аргентины. 23 декабря 2008 года, когда Бока стала победителем Апертуры, Батталья сравнялся по количеству титулов в составе «генуэзцев» с предыдущим абсолютным рекордсменом, Густаво Барросом Скелотто (по 16 за профессиональную карьеру).
Почти весь 2011 год у Баттальи ушёл на лечение. Он сыграл лишь в одном матче Апертуры, который в результате выиграла «Бока». Этот трофей стал в карьере Баттальи 17-м, выигранным с «Бокой». Также из-за травмы левого колена Себастьян пропустил всю Клаусуру 2012 и розыгрыш Кубка Либертадорес того же года, в котором «Бока» дошла до финала.
В апреле 2013 завершил карьеру игрока.
17 августа 2021 года назначен исполняющим обязанности главного тренера «Бока Хуниорс» после увольнения Мигеля Анхеля Руссо.
В мае 2023 года Батталья был назначен главным тренером «Уракана», но менее чем через два месяца покинул команду из-за плохих результатов.

## Титулы
В качестве игрока
- Чемпион Аргентины (8): Апертура 1998 (не играл), Клаусура 1999, Апертура 2000, Апертура 2003, Апертура 2005, Клаусура 2006, Апертура 2008, Апертура 2011
- Обладатель Кубка Аргентины (1): 2011/12 (не играл)
- Обладатель Кубка Либертадорес (4): 2000, 2001, 2003, 2007
- Обладатель Южноамериканского кубка (1): 2005
- Обладатель Рекопы (3): 2005, 2006, 2008
- Обладатель Кубка Интертото (1): 2004
- Обладатель Межконтинентального кубка (2): 2000, 2003

В качестве тренера
- Обладатель Кубка Аргентины (1): 2019/20
- Обладатель Кубка Профессиональной лиги (1): 2022